# 한스미하엘 레베르크

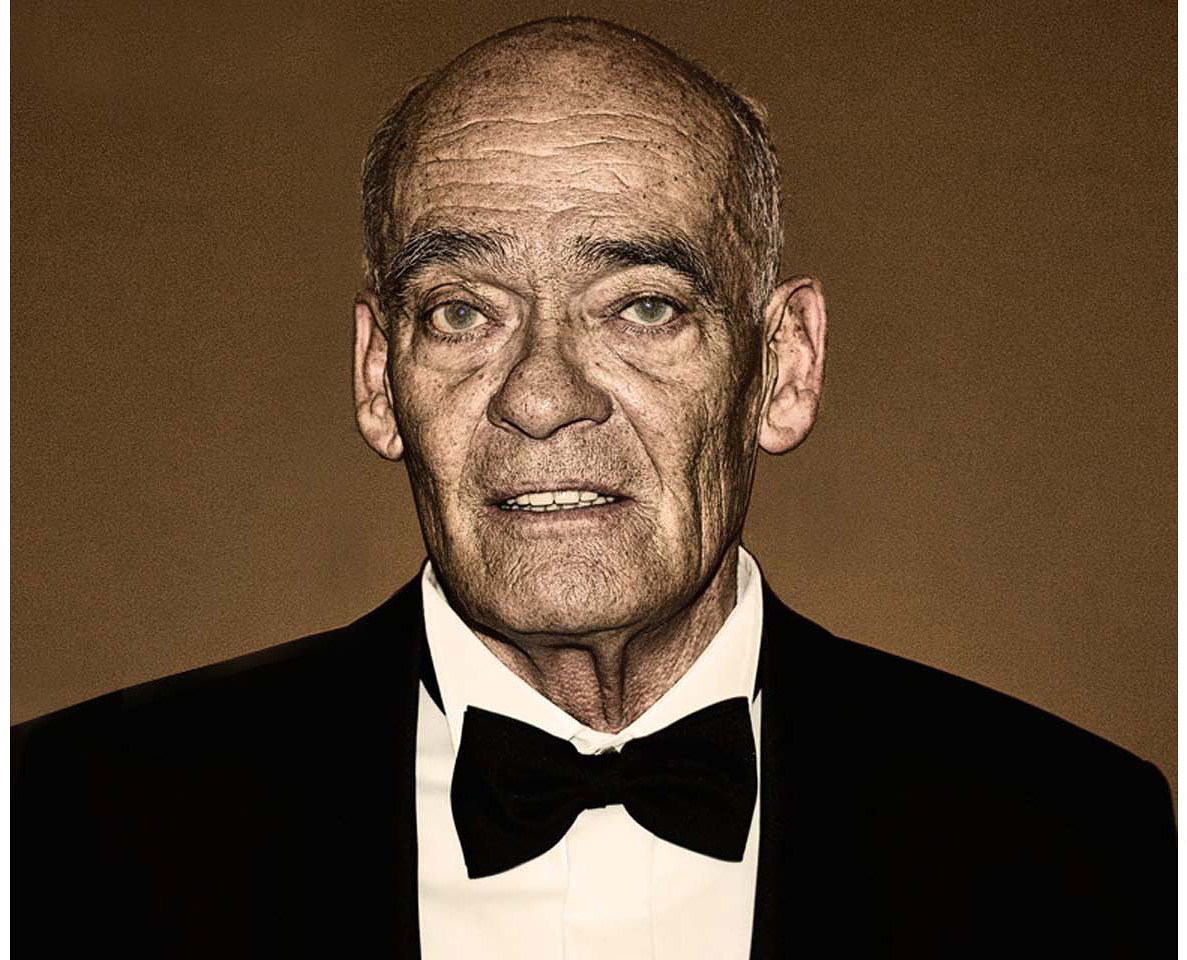

한스미하엘 레베르크(독일어: Hans-Michael Rehberg, 1938년 4월 2일 ~ 2017년 11월 7일)는 독일의 성우, 배우이다.
베를린에서 사망하였다.

## 영화
- 근원적 행복 (2016년)
- 지아그러피 오브 더 하트 (2013년) - 한스 역
- 더 월 (2012년) - 케우스클러 역
- 마이 베스트 에너미 (2011년)
- 트랜스퍼 (2010년)
- 괴테 (2010년) - 게리흐츠라시던트 카머마이어 역
- 루루 앤 지미 (2009년)
- 표본실 사건 (2001년)
- 포이즈너 (1998년)
- 저승사자(영어판) (1995년)
- 쉰들러 리스트 (1993년) - 루돌프 호스 역
- 사랑의 예감 (1991년)
- 위기의 7분 (1989년)
- Schmutz (1987년)
- 로자 룩셈부르그 (1986년)
- 눈 먼 의사 (1985년)
- 전쟁과 평화 (1983년)
- 베를린 알렉산더 광장 (1980년)